# Hyophorbe verschaffeltii
Hyophorbe verschaffeltii är en enhjärtbladig växtart som beskrevs av Hermann Wendland. Hyophorbe verschaffeltii ingår i släktet Hyophorbe och familjen Arecaceae. IUCN kategoriserar arten globalt som akut hotad.
Artens utbredningsområde är Rodrigues. Inga underarter finns listade i Catalogue of Life.

## Bildgalleri

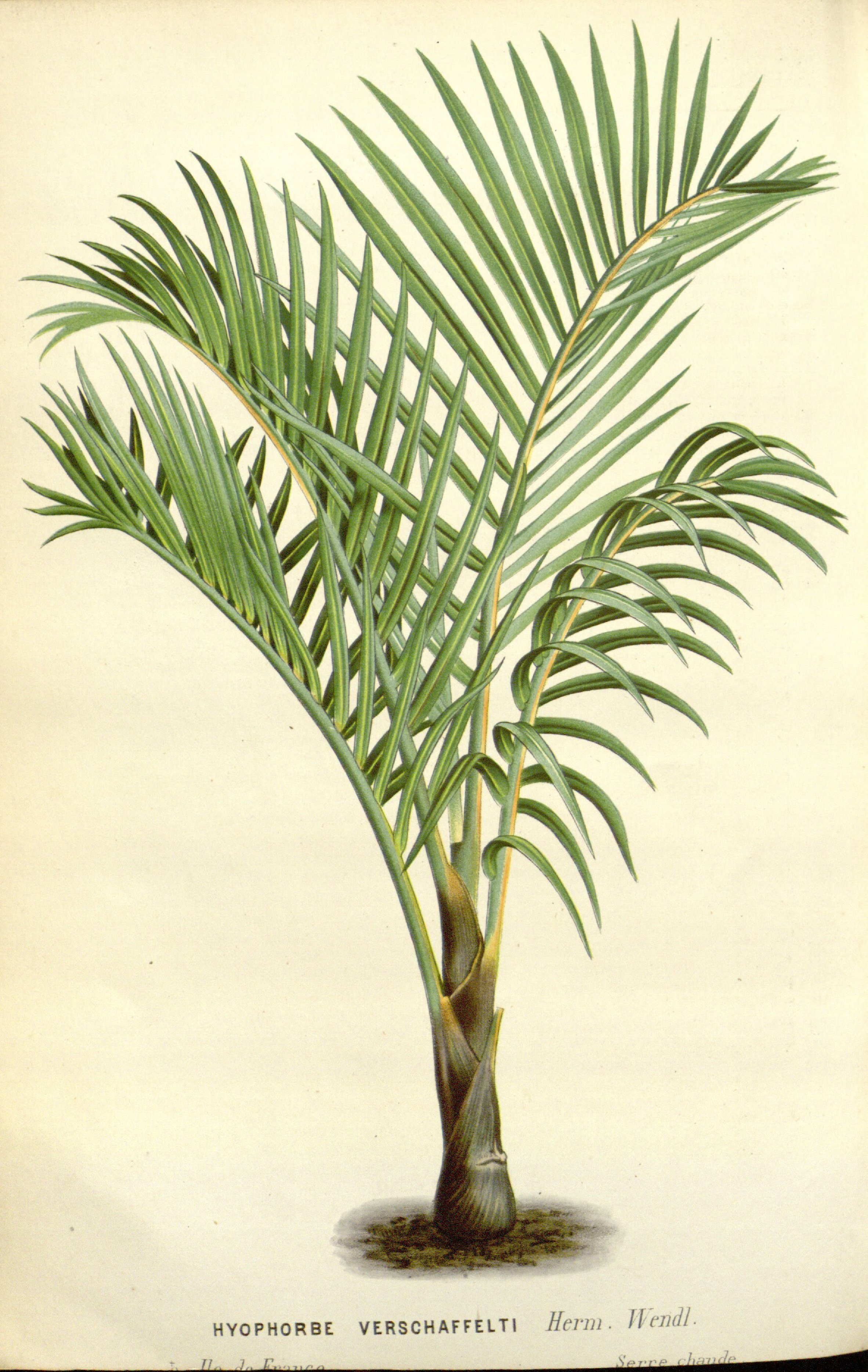
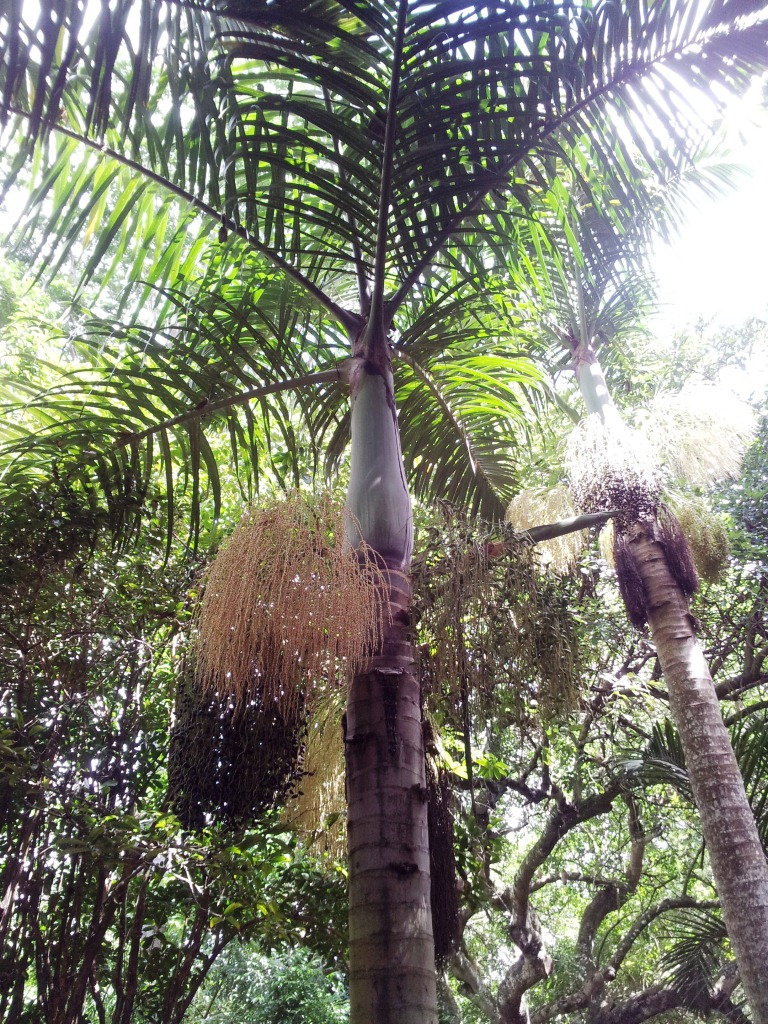
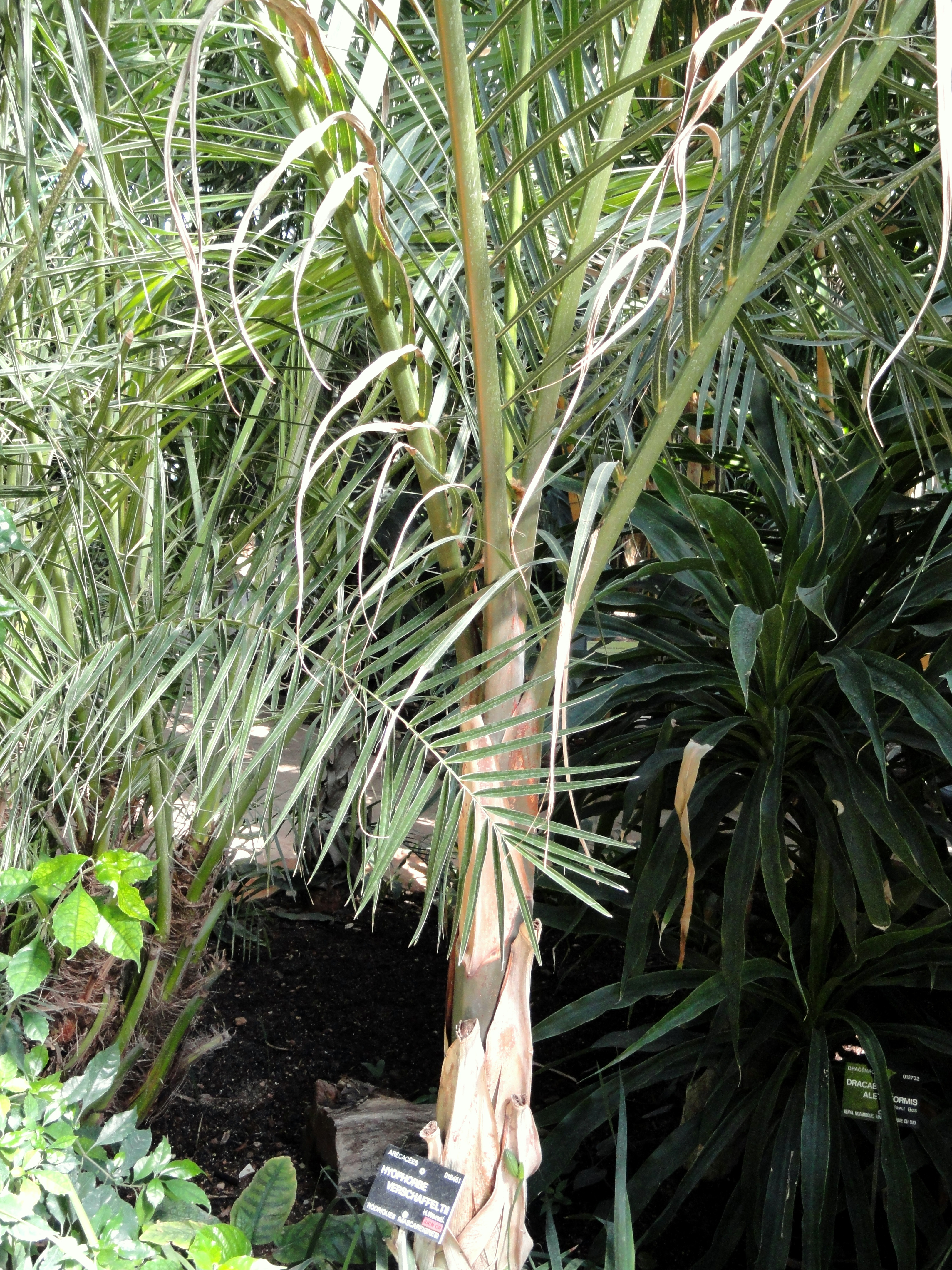
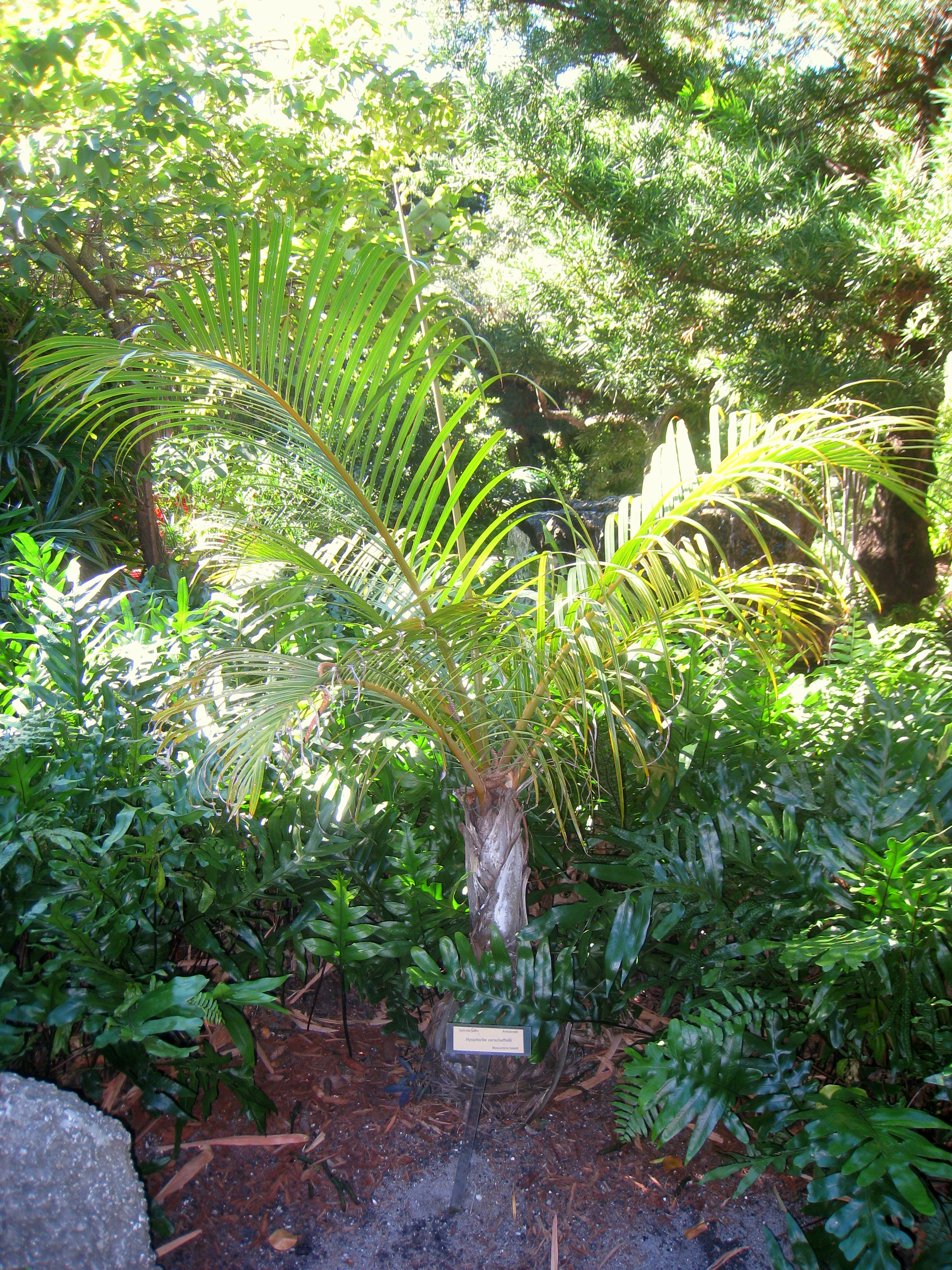
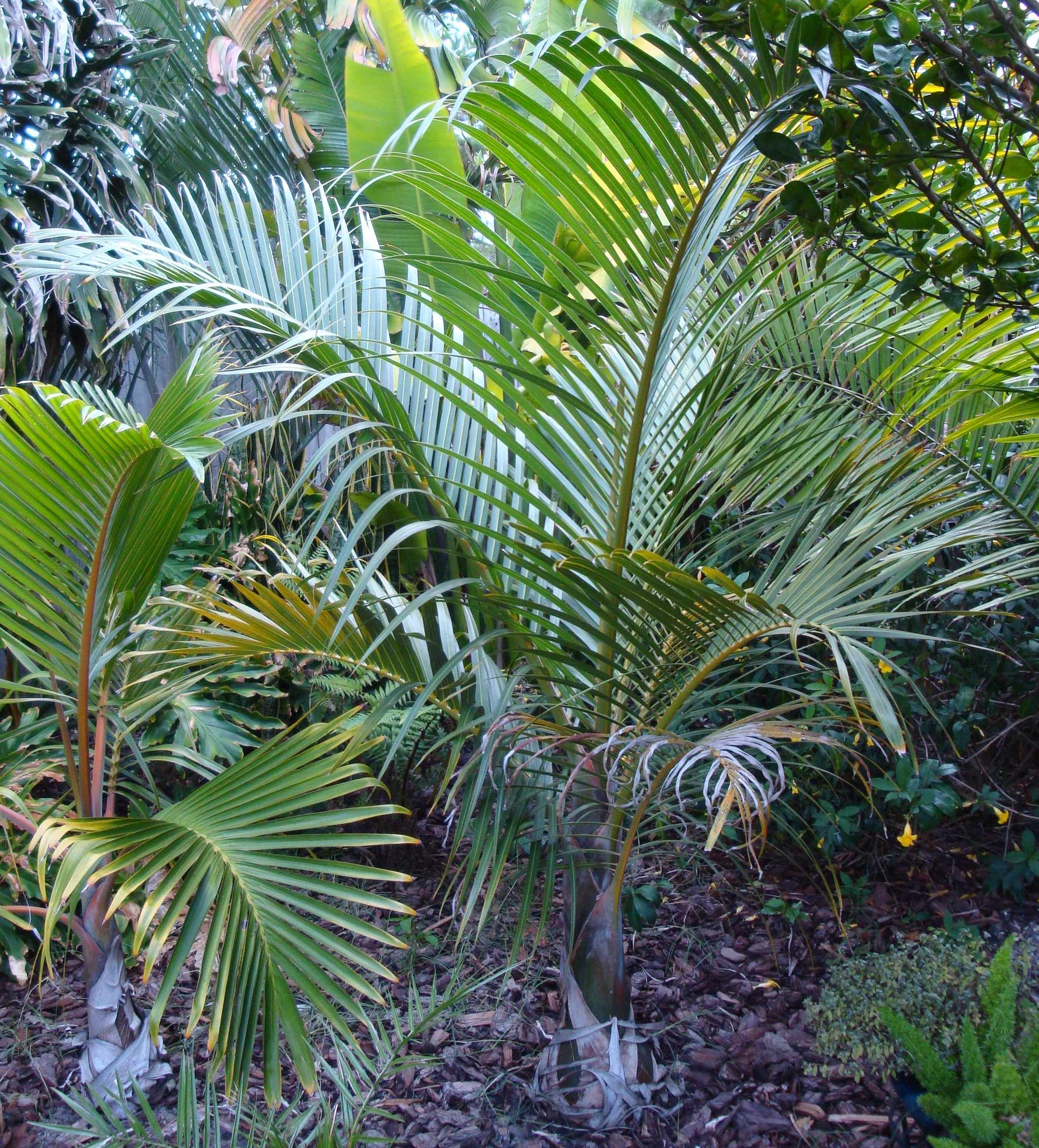
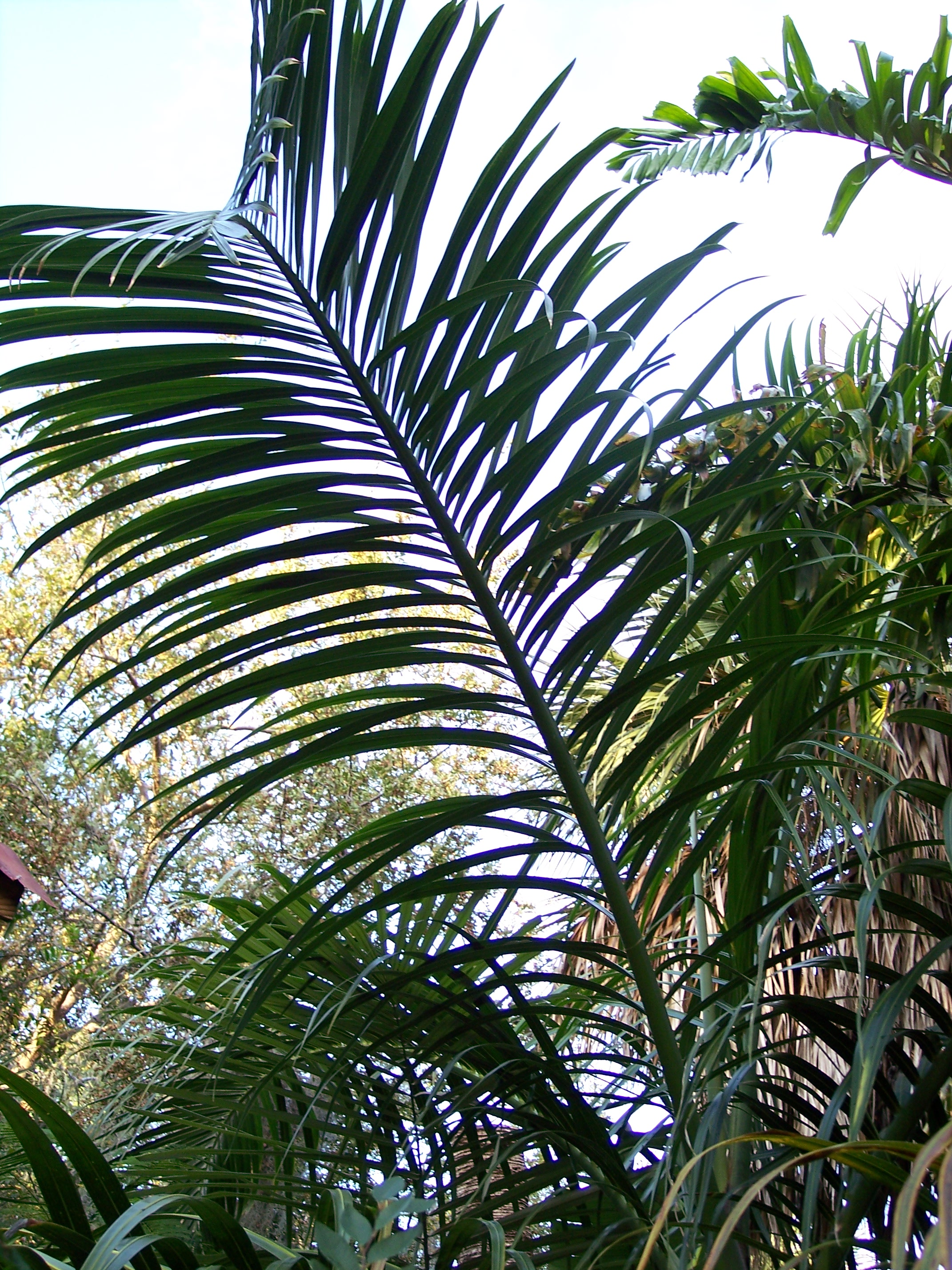